# تاكايا كورودا
تاكايا كورودا (黒田崇矢 كورودا تاكايا) هو ممثل ياباني ولد في 17 أبريل 1965 في طوكيو.

## أدواره في الأنمي

### مسلسلات أنمي تلفزيونية
- وولفز راين - دارسيا الثالث
- شاكوغان نو شانا II - سابراك
- شاكوغان نو شانا III(فاينل) - سابراك
- ترانسفورمرز سايبرترون - ستارسكريم
- برج درواغا 〜the Aegis of URUK〜 - بلاك نايت
- بلاك كات - ديفيد بيبر
- ريستورانتي باراديسو - فيتو
- فايبرز كريد - سايكي كرايد
- هاجيمي نو إيبو New Challenger - آرني غريغوري
- المقيم الأبدي - تسوتشيموتشي نيزابورو
- فانتوم: ريكوييم فور ذا فانتوم - راندي ويبر
- بليتش - باورا
- ريد غاردن - والد كلير فورست
- دورارارا!! - سايمون بريزنيف
- دورارارا!! ×2 المقدمة - سايمون بريزنيف
- دورارارا!! ×2 المنتصف - سايمون بريزينيف
- دورارارا!! ×2 الخاتمة - سايمون بريزينيف
- دانس إن ذا فامباير باند - ألفونس بورجياني
- هايسكول أوف ذا ديد - يوشيوكا
- رغم كل ذلك, البلدة تدور - يوجي سانادا
- ميري آكلة الأحلام - ليستيون
- هيوغيمونو - ياسكي
- حفيد نوراريهيون: عاصمة العفاريت - كيدومارو
- طريق السلام - رفيق
- فايري تايل - كابريكو، زيركونيس, أركاديوس
- فالفريف الثوري - ريوجي ساشينامي
- أغنية حب طيار - خوان رودريغو بانديراس
- رينبو: نيشا روكوبو نو شيتشينين - تادايوشي توياما
- الخيانة تعرف إسمي - كادنزا
- سأتحول إلى فتاة تسريحة الذيلين! - ترتلغيلدي
- تراياج X - ماساموني موتشيزوكي
- شو باي روك!! - داغر مورس
- لعبة الجوكر - أكيماسا كازاتو
- إندماج الديجيمون - نيومايوتيسمون
- جاندام بيلد فايترز - غريكو لوغان
- ناينتي ون دايز - نيك
- التوأم الخماسي المتماثل - ماروؤو ناكانو
- التوأم الخماسي المتماثل∬ - ماروؤو ناكانو
- جوجوتسو كايسن - ماساميتشي ياغا
- ناروتو شيبودن - كينكاكو
- فيوتشر كارد باديفايت إيس - بلاك دراغون نايت غيل
- جولييت في المدرسة الداخلية - الراوي
- نانباكا - إنكي غوكو

### أنمي الإنترنت
- نينجا سلاير فروم أنيميشن - سونيك بوم
- سورد غاي ذي أنيميشن - غريمز

### أوفا أنمي
- تيلز أوف سيمفونيا ذي أنيميشن: سيلفارانت - بوتا
- تيلز أوف سيمفونيا ذي أنيميشن: تيثيالا - بوتا

### أفلام أنمي
- فكسل - زاك
- الرحلة - أبرهة
- الخطايا السبع المميتة: أسرى السماء - أتورا

## أدواره في ألعاب الفيديو
- مارفل فرسس كابكوم 3 - ناثان سبنسر
- ألتيميت مارفل فرسس كابكوم 3 - ناثان سبنسر
- تيلز أوف سيمفونيا - بوتا، شادو
- سلسلة ألعاب ياكوزا
  - ياكوزا - كازوما كيريو
  - ياكوزا 0 - كازوما كيريو
  - ياكوزا كيوامي - كازوما كيريو
- ساموراي واريورز - هانزو هاتوري
- ساموراي واريورز 2 - هانزو هاتوري
- ساموراي واريورز 3 - هانزو هاتوري
- ساموراي واريورز 4 - هانزو هاتوري
- ساموراي واريورز 5 - هانزو هاتوري

## وصلات خارجية
- تاكايا كورودا على موقع IMDb (الإنجليزية)
- تاكايا كورودا على موقع ميوزك برينز (الإنجليزية)
- تاكايا كورودا على موقع قاعدة بيانات الفيلم (الإنجليزية)
- تاكايا كورودا على موقع كينوبويسك (الروسية)
- تاكايا كورودا على موقع ANN person (الإنجليزية)